# Trichoferus berberidis
Trichoferus berberidis är en skalbaggsart som beskrevs av Gianfranco Sama 1994. Trichoferus berberidis ingår i släktet Trichoferus och familjen långhorningar. Inga underarter finns listade i Catalogue of Life.